# Cantone di Satillieu
Il Cantone di Satillieu era un cantone francese dell'arrondissement di Tournon-sur-Rhône.
A seguito della riforma approvata con decreto del 13 febbraio 2014, che ha avuto attuazione dopo le elezioni dipartimentali del 2015, è stato soppresso.

## Composizione
Comprendeva i comuni di:
- Ardoix
- Lalouvesc
- Préaux
- Quintenas
- Saint-Alban-d'Ay
- Saint-Jeure-d'Ay
- Saint-Pierre-sur-Doux
- Saint-Romain-d'Ay
- Saint-Symphorien-de-Mahun
- Satillieu